# Самопослуга Цветни трг
Прва самопослуга и супермаркет у тадашњој Југославији, отворен је на Цветном тргу у Београду 28. априла 1958. године. Отворило га је трговинско предузеће Врачар, по узору на америчке супермаркете. Одлука о отварању прве самопослуге усвојена је на седници радничког савета 15. јула 1957. године, само неколико месеци касније самопослуга је заиста и отворена. Супермаркет је био уређен и опремљен по свим правилима која су тада важила у САД-у, заправо то је био супермаркет изложен у америчком павиљону на Загребачком велесајму, који је трговинско предузеће Врачар откупило и пренело у Београд. Ово је заиста био велики корак, имајући у виду да много развијеније земље Европе у то време нису имале самоуслужне радње овог типа. 
Самопослуга је подигнут на рушевинама старе пијаце, која се састојала од 21 продавнице меса, 23 продавнице воћа и поврћа и 2 продавнице колонијалне робе, укупно 46 продавница са месечним прометом од 53 милиона динара. Нова самопослуга заменила је све те продавнице и убрзо прерасла и њихова примања, а 1967. године промет и примања била су четири пута већа.

## Опремљеност самопослуге
Са отварањем самопослуге, почело се и са новим начинима паковања робе, пре свега месних производа, које се од сада паковало помоћу пластичне фолије и специјалног картонског подметача. Основу опреме самопослуге чинила је опрема америчког супермаркета, који је био изложен на сајму у Загребу. Ова опрема је касније допуњена са још неким уређајима из увоза. Осим меса и свежих производа, требало је наћи начин за паковање и других основних намирница, брашна, пиринча, кафе и осталих намирница. Из иностранстава су набављани различити материјали за паковање, на пример пластичне фолије. Тако је Врачар морао да набави и: 
- дозаторе за размеравање зрнастих и других производа
- машине за паковање у пластичну амбалажу
- разне апарате за припрему и паковање меса
- уређаје за паковање млечних и сухомеснатих производа у целофан и пластичне фолије и друго.

Осим тога, самопослуга је била најсавременије опремљена и другим потрепштинама. Поседовала је:
- пет фрижидер-витрина за излагање и продају свежег меса, укупне дужине 15 метара, са огледалом у горњем делу.,
- седам фрижидер-витрина за дубоко хлађење по 2,4 метара дужине, употребљаване за смрзнуту храну и другу робу, којој је тебало дубоко хлађење,
- три витрине за продају воћа и поврћа, дужине 10 метара, са огледалом у горњем делу и могућношћу прскања и хлађења водом.
- три троетапне расхладне витрине за излагање и продају млека и млечних производа, у укупној дужини од 4,5 метра
- четири базена за продају воћа, у којима се расхлађивање врши помоћу леда или прскањем леденом водом
- четрнаест гондола дугих по пет метара за излагање и продају разне прехрамбене робе, а свака од њих је могла да прими по три тоне робе
- шест каса, од којих три са дугом траком за транспорт робе и додатком за продају цигарета
- шест специјалних стојећих вентилатора за летње дане
- четири обичне ваге
- једна зидна расхладна комора за месо капацитета 5 тона, са температуром од нула степени целзијусових
- већи број других делова опреме за излагање и продају разноврсних производа, неопходан број корпи и колица

Целокупна опрема коштала је 36 милиона старих динара, а адаптација и проширење простора још 32 милиона.

## Рентабилност самопослуге
И поред много скепсе у тадашњој јавности, ова радња је од почетка добро пословао. Заиста, ово је била велика иновација, која је многима донела посао и сигурност. Много се водило рачуна о рентабилности самопослуге, пре свега зато што је у овај продајни објекат инвестирано необично пуно новца. Отплата кредита и други трошкови били су велики терет. Трошкови паковања робе, који најчешће нису могли да се укалкулишу у цену, били су неупоредиво већи него у класичним продавницама. Такође, овакав начин куповине проузроковао је и више крађе него што је то било могуће раније у продавницама. Међутим и поред ових тешкоћа самопослуга је успела да добро привређује, а касније се и концепт самоуслуживања веома исплатио. За прва два дана продата је огромна количина робе, гондоле су се празниле брже него што се могло предвидети. 

## Занимљивости
На улазу у радњу је радник дочекивао купце и нудио им корпу и желео добродошлицу. Купци су различито прихватали овај гест, а посебно моменат коришћења корпе. Реаговали су на разне начине: Да ли се баш мора?, Немој ти мени корпу! Имам ја своју корпу. Срамота је да ја у униформи носим корпу, изјавио је један официр. Неки су питали колико кошта, зар баш морам да је купим, када је већ тако дај ми ону другу, изгледа ми мало боље. Они који испрва нису хтели да прихвате корпе, враћали су се по њих. 
Сва роба се пакује у лепе кесе на којима је писало Врачар. Браво Врачар, узвикују потрошачи, Само да ли ће издржати овако дуго... 
Лопове који поткрадају ову радњу требало би најстрожије казнити, био је став неких. Записана је и изјава једног грађанина: Ех кад би могао да оживи мој отац, који је пре рата био трговац, да види ово. 
Једна старица је негодовала: па овде синко нема ко да ме услужи, па су радници у самопослузи са многим грађанима, навикнутим на стари начин услуживања, ишли по супермаркету и показивали им робу и помагали им да се снађу.

## Галерија
- Руководиоци самопослуге
- Унутрашњост самопослуге
- Запослене у самопослузи
- Паковање меса
- Асортиман
- Мапа самопослуге